# Obelisco dell'Immacolata

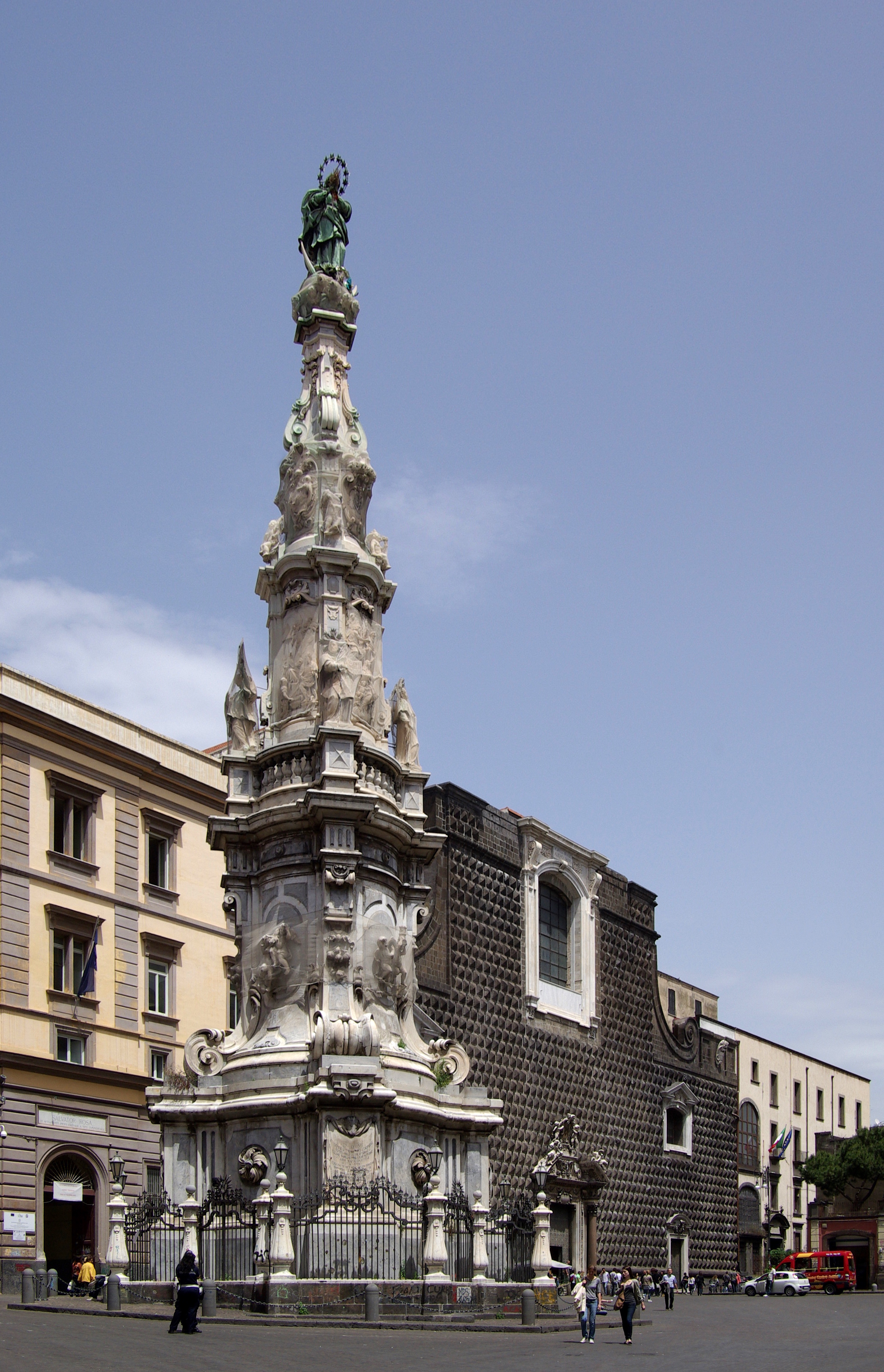
L'obelisco dell'Immacolata

L'obelisco dell'Immacolata (o più propriamente guglia dell'Immacolata o guglia della Concezione) è un obelisco barocco di Napoli situato in piazza del Gesù Nuovo, di fronte alla chiesa omonima.
Il monumento è in ordine cronologico l'ultimo dei tre grandi obelischi di Napoli, essendo stato eretto nel Settecento e dunque dopo quello di San Gennaro e San Domenico.

## Storia e descrizione
La guglia fu eretta a metà Settecento,nel Gennaio del 1747, per volere del gesuita padre Francesco Pepe su progetto di Giuseppe Genoino grazie ad una colletta pubblica. Lelio Carafa, gran Protonotario, vi pose la prima pietra in nome del Re e l'opera venne eseguita sotto la direzione di Giuseppe FioreEssa insiste al centro della cosiddetta "insula gesuitica" che si instaurò a Napoli a partire dalla fine del Cinquecento e che durò fino al primo decennio del Seicento, quando sorsero in quell'area prima la chiesa del Gesù Nuovo (intorno al 1600), il palazzo delle Congregazioni (1592) e la casa Professa dei Padri Gesuiti (1608).
L'obelisco fu innalzato nel luogo in cui sorgeva una precedente scultura equestre dedicata a Filippo V, opera di Lorenzo Vaccaro del 1705 che servì per celebrare la visita fatta in città da parte del re spagnolo, avvenuta nel 1702. Il monumento era durato pochissimo in quanto fu distrutto nel 1707, quando le truppe austriache entrarono in città decretando di fatto la fine del governo spagnolo a Napoli.
Ogni anno, l'8 dicembre, dai pompieri viene posta in cima alla statua una corona di fiori in onore dell'Immacolata Concezione.
L'opera, alta 22 metri, si ispira alle innumerevoli macchine da festa presenti in quei secoli ed è rivestita da decorazioni marmoree che la rendono uno dei maggiori esempi di scultura barocca a Napoli.
Gli elementi scultorei sono delle mani di Matteo Bottiglieri e di Francesco Pagano. Al Bottiglieri si devono le statue che decorano la balaustra sopra al primo ordine del monumento, quindi di Sant'Ignazio, San Francesco Borgia, San Francesco Saverio e San Francesco in Regis, ed inoltre due dei quattro altorilievi posti ancora al secondo ordine, ossia la Purificazione e l'Incoronazione.
Al Pagano si devono invece gli altri due mezzorilievi raffiguranti l'Annunciazione e la Natività, sullo stesso ordine, i due medaglioni raffiguranti San Luigi Gonzaga e San Stanislao Kostka ed infine, sulla sommità del monumento, la statua di rame dell'Immacolata.

## Leggenda
Secondo una leggenda, il velo con cui è coperto il capo della statua, se osservato da dietro appare come un viso stilizzato e scheletrico a simboleggiare la morte, il cui sguardo cupo è diretto verso il basso. Per un gioco di luci e prospettive, nella mano di questa spaventosa figura appare persino uno scettro, secondo alcuni si tratterebbe di una falce.